# Oļegs Šļahovs
Oļegs Šļahovs (ur. 8 września 1973 w Rydze) – łotewski łyżwiarz figurowy startujący w parach sportowych. Uczestnik igrzysk olimpijskich (1994), uczestnik mistrzostw świata i Europy, medalista zawodów międzynarodowych w parze z Jeleną Bierieżną.
Studiował w Moskiewskim Instytucie Kultury Fizycznej (obecnie Rosyjski Państwowy Uniwersytet Kultury Fizycznej, Sportu, Młodzieży i Turystyki).

## Osiągnięcia

### Z Jeleną Sirohvatovą
| Mistrzostwa świata | 20 |

### Z Jeleną Bierieżną
| Igrzyska olimpijskie       |    | 8 |   |   |
| Mistrzostwa świata         | 14 | 7 | 7 |   |
| Mistrzostwa Europy         | 8  | 8 | 5 |   |
| Czech Skate                | 2  |   |   |   |
| Nations Cup                |    |   |   | 3 |
| Nebelhorn Trophy           |    | 2 |   |   |
| Piruetten                  | 2  |   |   |   |
| Skate America              |    |   | 4 | 3 |
| Skate Canada International |    |   | 2 |   |
| Skate Israel               |    |   |   | 2 |
| Trophée Lalique            |    |   | 2 | 1 |
| Igrzyska dobrej woli       |    |   | 4 |   |